# پوثوبلانکو
پوثوبلانکو (به اسپانیایی: Pozoblanco) یک دهستان در اسپانیا است که در استان کوردوبا (اسپانیا) واقع شده‌است. پوثوبلانکو ۳۲۹٫۹۲ کیلومتر مربع مساحت و ۱۷٬۷۹۶ نفر جمعیت دارد و ۶۵۴ متر بالاتر از سطح دریا واقع شده‌است.